# Reggie Pearman
Reginald James Reggie Pearman III (* 23. Mai 1924 in Manhattan, New York; † 11. Juni 2012 in Silver Spring, Maryland) war ein US-amerikanischer Mittelstreckenläufer äthiopischer Herkunft, der bei den Olympischen Sommerspielen 1952 den siebten Platz belegte.

## Leben
Pearman war in der Highschool mehrfacher Meister des Staates New York. Aufgrund seiner afrikanischen Herkunft wurde ihm jedoch kein Stipendium der New York University angeboten, sodass er sich auf eigene Rechnung in dieser Universität einschrieb, für die Mannschaft als Walk-on startete und einen Bachelor-Abschluss in Pädagogik machte. Er unterbrach sein Studium für seinen Militärdienst, bei dem er vor allem in den Philippinen eingesetzt wurde. Er konnte sich nicht für die Olympischen Sommerspiele 1948 qualifizieren, da er im Vorlauf der Ausscheidungswettkämpfe durch einen Tritt in die Achillessehne den Wettkampf beenden musste. Nach der Collegelaufbahn schloss er sich dem New York Pioneer Club, dem ersten ethnisch integrierten Leichtathletikverein New Yorks, an, startete weiter und arbeitete als Lehrer einer Mittelschule. 1952 qualifizierte er sich für die Olympischen Spiele. Auf dem Wege nach Helsinki stellte er zusammen mit Bill Ashenfelter, John Barnes und Mal Whitfield einen Weltrekord in der 4-mal-880-Yards-Staffel mit 7:29,2 min in London auf und nur fünf Tage später an gleicher Stelle im White City Stadium mit der 4-mal-440-Yards-Staffel mit 3:08,8 min einen weiteren Weltrekord (Gene Cole, Jesse Mashburn, Reggie Pearman, Mal Whitfield). Er wurde auch im Koreakrieg eingesetzt. Er konnte sich nicht für die Olympischen Sommerspiele 1956 qualifizieren, wurde 1957 noch amerikanischer Meister über 440 Yards, beendete dann seine sportliche Karriere und schloss sich dem Peace Corps an, für das er in Venezuela als Entwicklungshelfer eingesetzt wurde. Anschließend arbeitete er im Bildungsministerium der Vereinigten Staaten, wo er nach 30 Jahren als Abteilungsleiter in den Ruhestand ging. Parallel hierzu hatte er an der University of Massachusetts seinen Masterabschluss und seine Promotion in Erziehungsverwaltung absolviert. Nach seiner Versetzung in den Ruhestand unterrichtete er Pädagogik an der Cornell University und an der California State University.
Während seiner aktiven Zeit war er 1,86 m groß und wog 76 kg, seine Bestzeiten waren 45,7 s für 440 Yards und 1:51,5 min für 880 Yards.